# 周天和
周天和牧師（Rev. Dr. Daniel Tin-Wo CHOW，1926年2月—2022年2月26日），崇基神學組榮休主任，香港崇真會前區牧（現稱總牧），聖經學者、作家及翻譯家。

## 簡歷
周天和是廣東客家人，1926年2月生於一個基督教家庭，父親周維新及叔父周明新都是崇真會的牧師，母親陳安貞為小學教師。周天和高中畢業後曾任小學教師，之後入讀廣東梅縣樂育神學院，1950 年 1 月畢業，隨後即受按立為崇真會的傳道人。1950 年 3 月被崇真會派往香港道風山信義宗神學院進修。 周天和先後於美國歌頓神學院及匹茲堡神學院取得神道學士及神學碩士。之後在東南亞神學研究院取得神學博士學位。
周天和隸屬香港崇真會，曾任崇真會區牧（現稱總牧）及樂育神學院院長，且在1966年協助崇真會將樂育神學院併入崇基神學院的事宜 。1976年，周天和獲得香港崇真會推薦，受聘在崇基學院神學組執教，1988年升任神學組主任，期間並獲沈宣仁院長委派署理崇基學院校牧（1990-1992）。
1992年，周氏從崇基神學組主任及崇基學院校牧的崗位退休。1998年，周氏從崇真會區牧之職退休。退休後應邀到香港、沙巴、廣州等地的神學院擔任客座講師，並於2004年起定居美國波士頓。
2022年2月26日，周天和於美國波士頓安息主懷，享年96歲。

## 個人生活
周天和的父親周維新牧師，20歲因德籍宣教士毛鼎如牧師佈道而相信基督教，之後入讀李朗神學院，畢業後於廣東省五華縣鯉魚江教會服務。第一段婚姻中，妻子和女兒別因難產和天花去世。之後續弦娶小學女教師陳安貞為妻，生下四男三女，周天和排行第二。他叔父周明新牧師曾在二戰後協助廣州崇真堂復堂，亦曾任教於廣州芳村的信義宗神學院，後來在政治運動中被劃為右派，死於勞教場。
周天和太太李玉珍女士，曾於香港伯特利神學院任教。兩人於1957年9月9日結婚，曾合著《青年基督徒與婚姻》一書。膝下二子一女，長子從事醫學研究，女兒是中學教師，幼子是數學家。

## 著作
- 周天和：《金杯‧瓦杯─周天和論文拾穗》。香港：香港中文大學崇基學院神學院 ，2013。ISBN：9789627137542。
- 周天和：《主禱文─生活應用篇》。香港：基督教文藝 ，2010。ISBN：9789622940079。
- 周天和：《看風望雲與使命》。香港：道聲出版社，2006。ISBN：9789623802123。
- 周天和：《哥林多後書》。香港：基督教文藝，2003。ISBN：9789622949164。
- 周天和：《哥林多前書》。香港：基督教文藝，2001。ISBN：9789622949157。
- 周天和：《讀經、研經、釋經》。香港：基督教文藝 ，2000。ISBN：9789627137238。
- 周天和：《新約研究指南(增訂本)》。香港：中文大學出版社 ，1998。ISBN：9789627137320。
- 周天和：《腓立比書，歌羅西書》。香港：基督教文藝，1997。
- 周天和：《路德點滴》。香港：道聲出版社，1993。ISBN：9623800622。
- 周天和：《巴色差會》。香港：香港崇真會，1993。
- 周天和：《山上寶訓的研究(典藏書)》。香港：道聲出版社，1989。
- 周天和、周李玉珍：《青年基督徒與婚姻》。香港：宣道出版社，1997。ISBN：9789622440715。

## 翻譯
- 施拉德著、周天和譯：《返璞歸自由：複雜世代中的和諧》。香港：基督徒學生福音團契，2011。ISBN：9789628991266。
- 彭柯麗著、周天和譯：《密室》。香港：新世界，2011。ISBN：9787510407666。
- 希爾頓著、周天和譯：《靈程進階》。香港：基督教文藝，2008。ISBN：ISBN：9789622941953。
- 施拉德著、周天和譯：《真光照客家:巴色差會早期來華宣教簡史，1839-1915》。香港：基督教崇真會，2008。
- 鮑樂基著、周天和譯：《葛培理傳：世紀佈道家的故事》。香港：海天書樓，2005。ISBN：9789623991414。
- 鮑樂基著、周天和譯：《翻天覆地一使徒》。香港：海天書樓，2003。ISBN：9789623990172。
- 杜理安著、周天和譯：《現代人與靈性生活》。香港：基督教文藝，2002。ISBN：ISBN：9789622941755。
- 韋廉士著、周天和譯：《近代神學思潮》。香港：基督教文藝，2002。ISBN：ISBN：9789622941434。
- 傅士德著，周天和譯：《屬靈操練禮讚》，香港：學生福音團契，1995。ISBN：9627080551。
- 傅士德著，周天和譯：《禱告真諦：尋找心靈真正歸宿》，香港：基道，1993。ISBN：9789624570601。
- 莫理斯著，周天和譯：《認識新約神學》，香港：校園書房，1991。ISBN：9789575871260。